# Li Fengfeng
Li Fengfeng, född 18 januari 1979, är en friidrottare från Kina. Hon deltog vid olympiska sommarspelen 2004.